# Tetraulax rhodesianus
Tetraulax rhodesianus là một loài bọ cánh cứng trong họ Cerambycidae.